# Арттуризм
А́рттури́зм — (англ. art — мистецтво) вид туризму. Перша частина арт- вносить значення мистецтва того напряму, який вказаний в другій частині (Туризм). Туристи виїжджають у маловідомі куточки країни і залишають краєвиди на полотні або фотокамері тощо.
«Арттуризм» реалізує потенціал людини через творчість, коли, знайомлячись з історичними і етнографічними джерелами, всі учасники відвідують найцікавіші, з точки зору живопису і історії, місця, працюють там на пленері, а на основі створених робіт там само проводять пересувні виставки, організовують майстер — класи з учнями місцевих шкіл, створюючи роботи, які часто експонуються на міжнародних виставках.